# Milnor
Milnor è un centro abitato (city) degli Stati Uniti d'America, situato nella Contea di Sargent, nello Stato del Dakota del Nord. Nel censimento del 2000 la popolazione era di 711 abitanti. La città è stata fondata nel 1883.

## Geografia fisica
Secondo i rilevamenti dell'United States Census Bureau, la località di Milnor si estende su una superficie di 2,60 km², dei quali 2,40 km² sono occupati da terre, mentre 0,20 km² dalle acque.

## Popolazione
Secondo il censimento del 2000, a Milnor vivevano 711 persone, ed erano presenti 31 gruppi familiari. La densità di popolazione era di 295 ab./km². Nel territorio comunale si trovavano 51 unità edificate. Per quanto riguarda la composizione etnica degli abitanti, il 97,61% era bianco, l'1,41% era nativo, lo 0,70% apparteneva ad altre razze, mentre lo 0,28% a due o più. La popolazione di ogni razza ispanica corrispondeva all'1,27% degli abitanti.
Per quanto riguarda la suddivisione della popolazione in fasce d'età, il 27,8% era al di sotto dei 18, il 3,8% fra i 18 e i 24, il 26,6% fra i 25 e i 44, il 23,1% fra i 45 e i 64, mentre infine il 18,7% era al di sopra dei 65 anni di età. L'età media della popolazione era di 40 anni. Per ogni 100 donne residenti vivevano 95,9 maschi.